# Feuerwehrschlauch

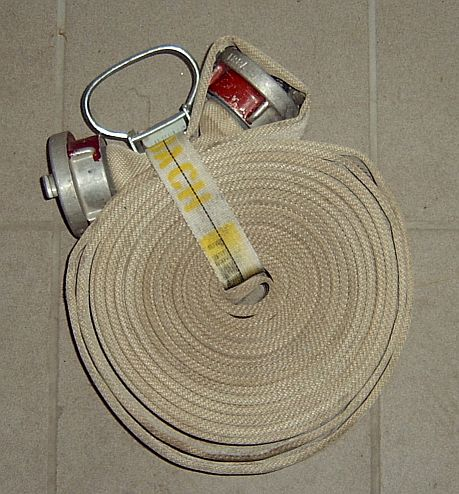
Gerollter Druckschlauch Größe C mit Schlauchträger

Ein Feuerwehrschlauch ist ein wesentlicher Ausrüstungsgegenstand der Feuerwehr und hat die Aufgabe, das Löschmittel Wasser oder Wasser/Schaum-Gemische über Wegstrecken zu fördern.
Die Schläuche lassen sich grob in zwei Typen unterscheiden: Saugschläuche, durch die Wasser oder andere nicht aggressive Flüssigkeiten gesaugt werden und Druckschläuche, die unter Druck Wasser, Wasser-Schaumgemische, CAFS-Schaum oder andere, nicht aggressive Flüssigkeiten fördern.

## Druckschläuche
Druckschläuche haben die primäre Aufgabe der Wasserweiterleitung. Sie werden vorwiegend bei der Brandbekämpfung verwendet, bei der mit entsprechend gewählten Strahlrohren Löschmittel abgegeben werden können. Sie können aber auch zum Ableiten etwa von Schmutzwasser im Hochwassereinsatz o. ä. genutzt werden. Daher gelten sie grundsätzlich als nicht für die Trinkwasser-Förderung – etwa zur Versorgung von Feldküchen, Behandlungsplätzen oder Ortschaften etc. – zulässig. Für die Trinkwasserförderung kommen besonders gekennzeichnete, ansonsten baugleiche Druckschläuche zum Einsatz, die auch rechtlich anderen Vorschriften unterliegen.
Druckschläuche bestehen aufgrund ihrer primären Aufgabe aus einem nahtlos rundgewebten Kunststofffasergewebe (Polyester) und sind innen gummiert. Sie haben im Allgemeinen eine flexible Form, das heißt, sie lassen sich flach zusammenfalten, wenn sie nicht unter Druck stehen. Dies hat den Vorteil, dass sie sich platzsparend aufbewahren und transportieren lassen. Der übliche Betriebsdruck beträgt bis zu 17 bar, der Prüfdruck jedoch 12 bar bei A- und F-Schläuchen und 16 bar bei B-, C- und D-Schläuchen. Der Berstdruck beträgt 25 bar; d. h., neue Schläuche müssen 24 bar ohne Zerplatzen aushalten. Praktisch platzen fabrikneue Schläuche aber erst bei einem Druck von 50–60 bar. Von dieser Druckprüfung ausgenommen ist der 5-m-Füllschlauch.
| Größe | Durchmesser [mm] | Genormte Längen A1 in Meter (Innenvolumen in Liter) | Genormte Längen A1 in Meter (Innenvolumen in Liter) | Genormte Längen A1 in Meter (Innenvolumen in Liter) | Genormte Längen A1 in Meter (Innenvolumen in Liter) | Genormte Längen A1 in Meter (Innenvolumen in Liter) | Prüfdruck                       |
| Größe | Durchmesser [mm] | 5                                                   | 15                                                  | 20                                                  | 30                                                  | 35                                                  | Prüfdruck                       |
| ----- | ---------------- | --------------------------------------------------- | --------------------------------------------------- | --------------------------------------------------- | --------------------------------------------------- | --------------------------------------------------- | ------------------------------- |
| F A2  | 150              |                                                     |                                                     | x (354)                                             |                                                     |                                                     | 12 bar                          |
| A     | 110              | x (48)                                              |                                                     | x (190)                                             |                                                     |                                                     | 12 bar                          |
| B     | 075              | x A3 (22)                                           |                                                     | x (88)                                              |                                                     | x A4 (155)                                          | 16 bar                          |
| C     | 042              |                                                     | x (21)                                              | x (28)                                              | x A5 (43)                                           |                                                     | 16 bar                          |
| C     | 052              |                                                     | x (32)                                              | x (43)                                              |                                                     |                                                     | 16 bar                          |
| D     | 025              | x (2,5)                                             | x (7,4)                                             |                                                     |                                                     |                                                     | 16 bar                          |
| HD    | 028              |                                                     | x (9,2)                                             |                                                     |                                                     |                                                     | Betriebsdruck HD / Schließdruck |

Es sind auch beliebige andere Schlauchlängen möglich, die dann jedoch nicht genormt und/oder sehr ungebräuchlich sind.

### Einsatzzwecke
Druckschläuche der Größe F werden überwiegend zur Förderung größerer Wassermengen in Verbindung mit speziellen Pumpen und Verlegesystemen benutzt. Diese werden bei der Feuerwehr (z. B. als Abrollbehälter HFS) und beim THW eingesetzt.
Druckschläuche der Nenngröße A werden überwiegend bei hochspezialisierten Werkfeuerwehren großer Chemiebetriebe für große Förderleistungen eingesetzt. Auch bei Einheiten des Katastrophenschutzes werden sie zur Förderung von großen Mengen beispielsweise bei Pumparbeiten nach Hochwasser eingesetzt. Bei einzelnen öffentlichen Feuerwehren kommen hingegen A-Druckschläuche kaum zum Einsatz.
Druckschläuche der Nenngröße B, C und seltener D werden bei allen Feuerwehren genutzt. Druckschläuche der Nenngröße B werden zur Wasserförderung aus Hydranten zur Pumpe, von der Pumpe zum Verteiler und ggf. bis zum B-Strahlrohr oder Schaumstrahlrohr mit B-Anschluss eingesetzt. Ebenso werden Wasserwerfer und Wenderohre mit B-Anschluss betrieben.
Im Bereich des Löschangriffs, vor allem des Innenangriffs, verwendet die Feuerwehr vorwiegend Druckschläuche der Nenngröße C, da diese mechanisch einfacher zu handhaben sind und die mit einem C-Strahlrohr abgegebene Menge Wasser oft ausreicht. B-Rohre kommen nur bei Großbränden (Definition in NRW: mehr als drei C-Strahlrohre im Einsatz) in den Einsatz. D-Schläuche sind in Deutschland für den Innenangriff nicht verbreitet, wurden jedoch als Alternative zu formstabilen Schläuchen für den Schnellangriff normiert. Auch für spezielle Aufgaben wie die Atemschutzrettung sind sie vereinzelt in Gebrauch.
Bei der Bekämpfung von Wald- und Vegetationsbränden werden bevorzugt D-Schläuche eingesetzt, da diese durch ein Viertel bis Drittel des Gewichts eines C-Schlauches im gefüllten Zustand einfacher zu bewegen sind. Das geringere Leergewicht erlaubt es den Einsatzkräften, deutlich mehr Schlauchmaterial mitzunehmen und so schneller weitere Entfernungen zu überbrücken. Auch der Wasserverbrauch und der Wasserverlust beim Umbau der Leitung sind geringer.
Üblicherweise werden die einsatzbereiten Schläuche doppelt zusammengelegt und dann gerollt und bei manchen Nutzern mit einem Gurt, dem Schlauchträger oder Schlauchriemen (Schlauchpaket) zusammengehalten. So sind jeweils beide Kupplungen an der Außenseite des gerollten Schlauches, was das Ausrollen des Schlauches wesentlich erleichtert. Eine weitere Möglichkeit ist die Aufbewahrung der in Buchten gelegten Schläuche in Schlauchtragekörben. Ein Korb fasst in der Regel drei aneinander gekuppelte C-Schläuche und bietet so dem Löschtrupp genügend Schlauchreserve.
Sie können aber auch zusammengefaltet wie Endlospapier, bei einigen Schlauchwägen auch doppelt gerollt gelagert werden, so dass die aneinander gekuppelten Schläuche aus dem langsam fahrenden Schlauchwagen direkt ausgelegt werden können.
Auch Schlauchhaspeln sind ein Mittel, womit schon zusammengekuppelte Schläuche aufgerollt und bei Bedarf in kurzer Zeit heruntergezogen werden können.
Können die Schläuche immer relativ einfach ausgerollt werden, so ist bei jeder Art der Aufbewahrung am Ende des Einsatzes das Zusammenrollen der Schläuche eine leidige und zeitraubende Arbeit. Gebrauchte Schläuche werden einfach gerollt transportiert. Schlauchhaspeln oder andere Vorrichtungen können diese Arbeit zwar etwas erleichtern, aber nicht ganz abnehmen.

### Historie
Früher wurden Druckschläuche durch nahtloses Weben aus Naturfasern wie Hanf oder Flachs gefertigt. Die Dichtheit des Gewebes wurde durch das Aufquellen der nassen Fasern erreicht. Die Naturfasern hatten jedoch nur eine begrenzte Haltbarkeit, da sie beispielsweise schimmeln konnten, und nach Gebrauch immer sofort beispielsweise im Schlauchturm getrocknet werden mussten. Außerdem waren sie nach dem Einsatz steif und konnten erst nach dem Trocknen wieder normal gerollt werden. Später versuchte man dann, die Schläuche durch Bestreichen von innen oder Ausgießen mit Teer abzudichten, was aber den Nachteil hatte, dass die Schläuche verkleben konnten. Erst durch den Einsatz von Buna (synthetischem Kautschuk) gelang es, dies zu vermeiden. Moderne Schläuche sind aus strapazierfähigerem Kunstfasergewebe (Polyester) gewebt, das seine Dichtigkeit durch eine zusätzliche innere Gummierung erhält.

### Druckschläuche-HD

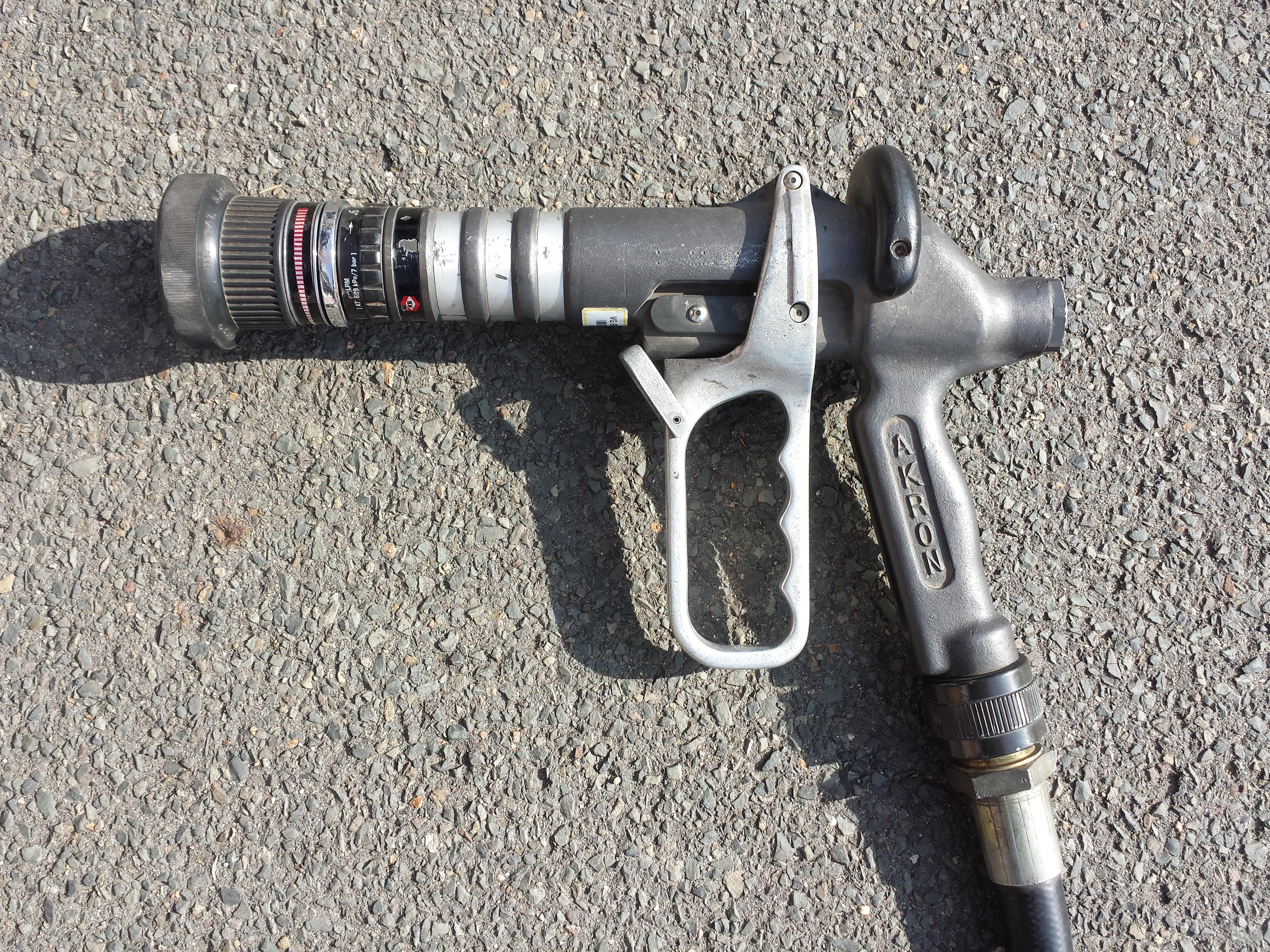
Fest angebrachtes Hochdruck-Hohlstrahlrohr an einer Hochdruck-Schnellangriffseinrichtung eines Tanklöschfahrzeugs.

Hochdruckschläuche werden nur dann benötigt, wenn Hochdruckpumpen zum Einsatz kommen. Während Druckschläuche üblicherweise für einen Arbeitsdruck von etwa 10 bar ausgelegt sind, sind Hochdruckschläuche, auch als HD-Schläuche bezeichnet, für einen Druck bis 40 bar ausgelegt. Neben einer Ausführung als Faltschlauch, werden sie meist auch als formbeständig ausgeführt und damit auf einer Schnellangriffsvorrichtung aufgerollt. Wegen des besonders hohen Druckes müssen die Kupplungen der HD-Schläuche aus Messing gefertigt sein, da Aluminium für die entstehenden Kräfte nicht geeignet ist.
Die HD-Schläuche werden fest an der Pumpe angebracht und auf einer Haspel gewickelt. Sie sind im Allgemeinen bis zu 60 Meter lang und an ihrem Ende befindet sich ein fest angebrachtes Hochdruckstrahlrohr, aus dem das Löschmittel ausgebracht wird. Die Zurücknahme des Schlauches erfolgt über eine einsteckbare Kurbel an der Haspel oder über eine Haspel mit Motorantrieb.

### Druckschlauch-S
Der Druckschlauch-S ist ein formbeständiger Druckschlauch in den Durchmessern 19, 25 und 33 mm für Schnellangriffseinrichtungen auf Feuerwehrfahrzeugen. Er ist auf einer speziellen, fest montierten Haspel aufgewickelt, die fest mit der Pumpe des Fahrzeugs verbunden ist. Durch die Formbeständigkeit kann auch durch den noch nicht ganz abgerollten Schlauch Wasser gefördert werden. Üblicherweise sind heute auf den Haspeln Schläuche mit einer Länge von 30 Metern aufgerollt. Andere Längen (bis zu 90 m) sind möglich.

### Druckschlauch-W
Der Druckschlauch-W ist ebenso wie der Druckschlauch-S ein formbeständiger Druckschlauch, jedoch wird er bei Wandhydranten verwendet und ist etwas leichter und weniger strapazierfähig.

### Schläuche für Trinkwasser

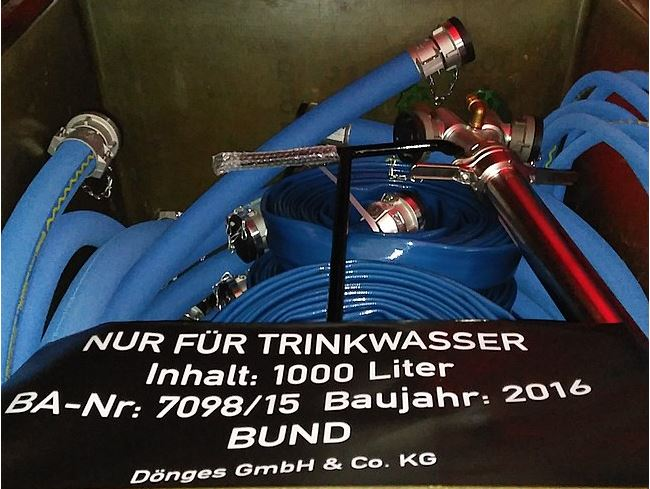
Trinkwasserschläuche und Trinkwasserbehälter im Gerätewagen Dekon P

Einen Sonderfall bilden Feuerwehrschläuche, die in Deutschland für Trinkwasser verwendet werden. Diese Schläuche haben die Farbe blau und sind dicker als die üblichen Schläuche. Außerdem müssen diese in regelmäßigen Abständen innen, sowie die Kupplung vor jedem Gebrauch (auf der Seite vom Schlauch und der Gegenseite) desinfiziert werden. Sie unterliegen der Trinkwasserverordnung.
In Österreich übernimmt die Feuerwehr nur Notwasserversorgungen, sodass diese Form hier nicht angewendet wird.

## Saugschläuche

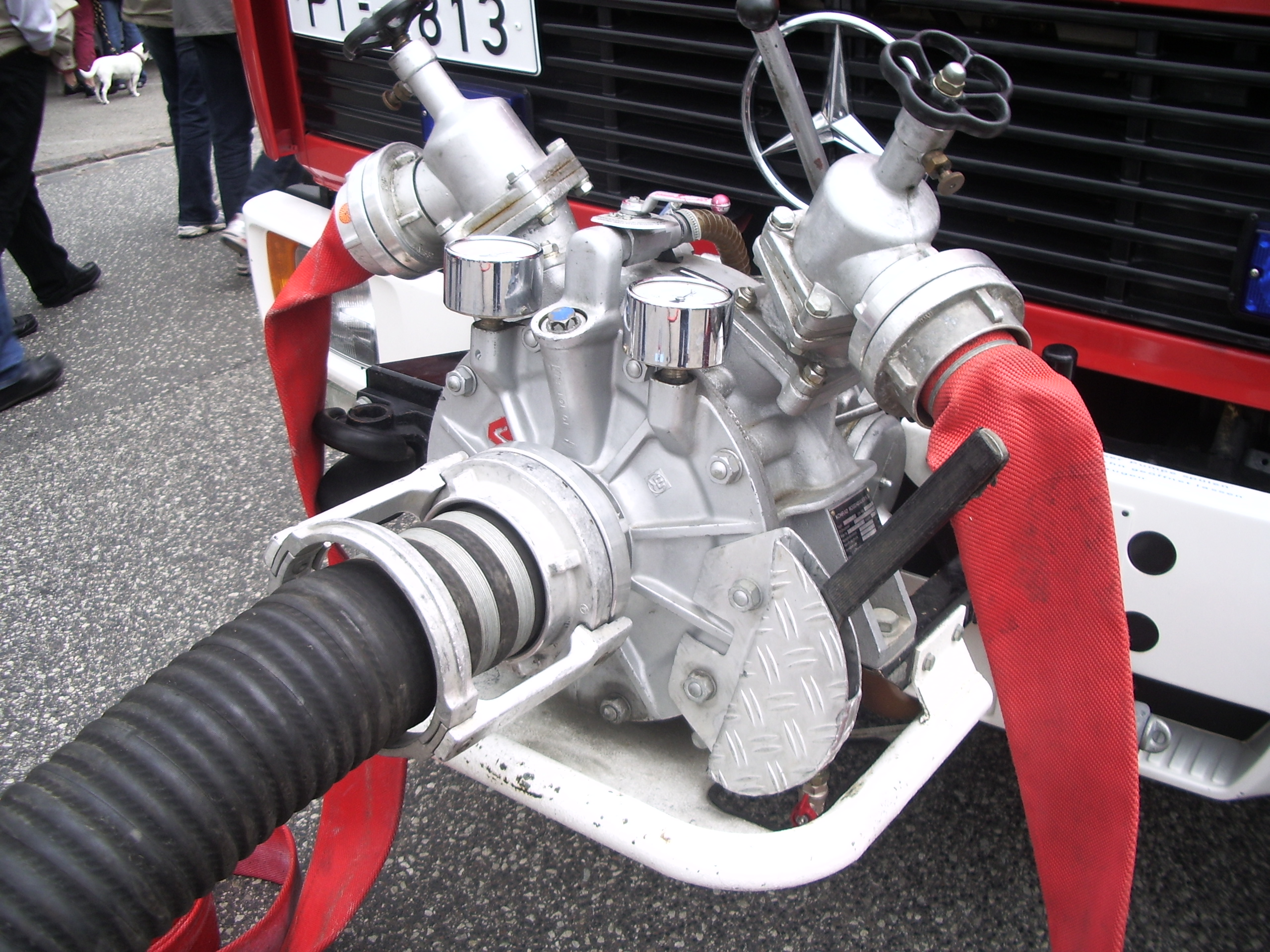
Saugschlauchende Größe A (schwarz) und B-Druckschläuche (rot) an einer Vorbaupumpe

Saugschläuche werden als Saugleitung an den Saugeingang einer Feuerlöschkreiselpumpe angeschlossen und zur Wasserentnahme aus offenen Gewässern, Löschwasserbehältern oder Faltbehältern mit einem Saugkorb abgeschlossen.
Aufgebaut ist ein moderner Saugschlauch typisch aus einer steifen Federstahlwendel (vulgo: Spirale; typisch: Wendelsinn wie Rechtsgewinde) und Rayongewebe eingebettet in einen SBR-Gummimantel. Die Innenwand ist glatt für geringen Strömungswiderstand, außen ist der Schlauch mit einem Textilgewebeabdruck versehen, um rutschfester in der Hand zu liegen. Häufig ist er außen noch mit einem Polypropylenseil (blau oder weiß) umwickelt, dann wird die Gummiwand außen mit einer entsprechenden Rille gefertigt, die der Fuge der Stahlwendel folgt. Bei der Größe A beträgt der Innendurchmesser 110 mm, die Wandstärke 7 mm und der Außendurchmesser 124 mm.
Die versteifende Stahldrahtwendel sorgt dafür, dass beim Saugvorgang, wenn also der Innendruck gegenüber dem Außendruck stark abnimmt, der Überdruck der Umgebung das Lumen nicht zusammendrücken kann, sondern der Schlauch im Wesentlichen formstabil bleibt und so leichten Durchfluss gewährleistet. Dennoch ist der Saugschlauch längs seiner Achse eingeschränkt biegsam.
Für Leistungsbewerbe der Feuerwehr wird ein extra flexibler Saugschlauch aus grünem Kunststoff mit weißer Wendel aus Hart-PVC angeboten. Die Kupplungen können hier mit Edelstahl-Umreifungsband statt mit schraubbaren Schlauchschellen eingebunden sein. Der 2,5-m-Standard-Saugschlauch wiegt auch in diesem Fall 10 kg.
Vom Feuerwehr-Saugschlauch werden Standardlängen gefertigt, wobei genau die an die Muffen anzuschließenden Endbereiche, bei der Größe D rund 15 cm lang, keine Spirale in der Schlauchwand enthalten, was ein dichtes Einbinden erleichtert.
Saugschläuche für die Feuerwehr sind nach EN ISO 14557 normiert.
Da die Wasserleitungsnetze nicht für Unterdrücke ausgelegt sind, diese aber mit Saugschläuchen erreicht werden könnten, ist es nicht erlaubt, diese an Hydranten anzuschließen, auch wenn diese einen A-Anschluss aufweisen.
| Größe | Durchmesser [mm] | Genormte Länge [m] | Bemerkung |
| ----- | ---------------- | ------------------ | --- |
| A     | 110              | 1,6 oder 2,5       | Prüfung −0,8 Bar mindestens 1 min. halten bzw. 3 bar beaufschlagen 5 min halten |
| B     | 075              | 1,585              | Prüfung −0,8 Bar mindestens 1 min. halten bzw. 3 bar beaufschlagen 5 min halten |
| C     | 052              | 1,580              | Prüfung −0,8 Bar mindestens 1 min. halten bzw. 3 bar beaufschlagen 5 min halten |
| D     | 025              | –                  | D-Ansaugschlauch: - Er wird zum Ansaugen von Schaummittel aus einem Schaummittelbehälter in den Zumischer verwendet. - Er ist nur an einem Ende mit einer Kupplung versehen, das andere Ende ist abgeschnitten; meist mit V-förmigem Einschnitt, um ein Festsaugen im Schaummittelbehälter zu verhindern. |

## Schlauchkupplungen

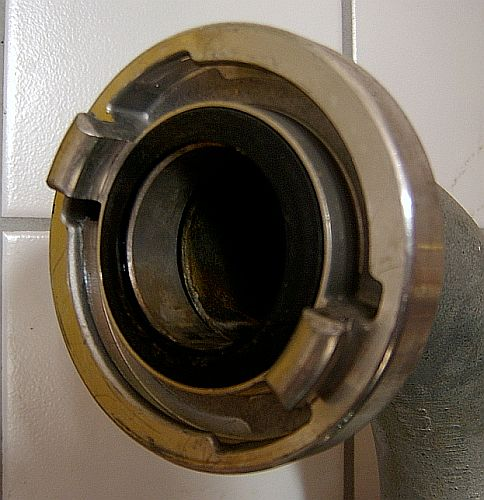
Eine Storzkupplung der Baugröße C als Festkupplung

In Europa hat sich zum Verbinden der Schläuche die Knaggenkupplung durchgesetzt (mit Ausnahme von Großbritannien und Italien). Die Knaggenkupplung hat aber auch in den anderen Ländern keine einheitliche Form. Während in Deutschland, Österreich, der Schweiz und den Niederlanden die Storz-Kupplung Anwendung findet, verwenden französische und belgische Feuerwehren die nach ähnlichem Prinzip arbeitende Guillemin, spanische Feuerwehren die Bauform Barcelona, Schweden und Norwegen haben jeweils eine landesspezifische Norm, und im Osten Europas findet man die russische Gost-Kupplung. Alle diese Kupplungen sind hermaphrodit, das heißt, es gibt im Gegensatz zu der in den USA und Großbritannien üblichen Gewindekupplung keine verschiedenen Kupplungen an den Enden der Schläuche, somit ist es egal welche Seite des Schlauches mit der Kupplung eines anderen Schlauches gekuppelt wird. Von diesen Feuerwehrkupplungen leitet sich in Deutschland und Österreich auch die Größenbenennung (A, B, C, D) ab. Ein Schlauch mit z. B. der Bezeichnung Druckschlauch C-42-15 bezeichnet einen Schlauch mit Storz-Druckkupplungen der Größe C, Innendurchmesser 42 mm und einer Länge von 15 m. Verantwortliche Normen sind für Deutschland die DIN 14811, in Österreich die ÖNORM F2105.

## Historisches

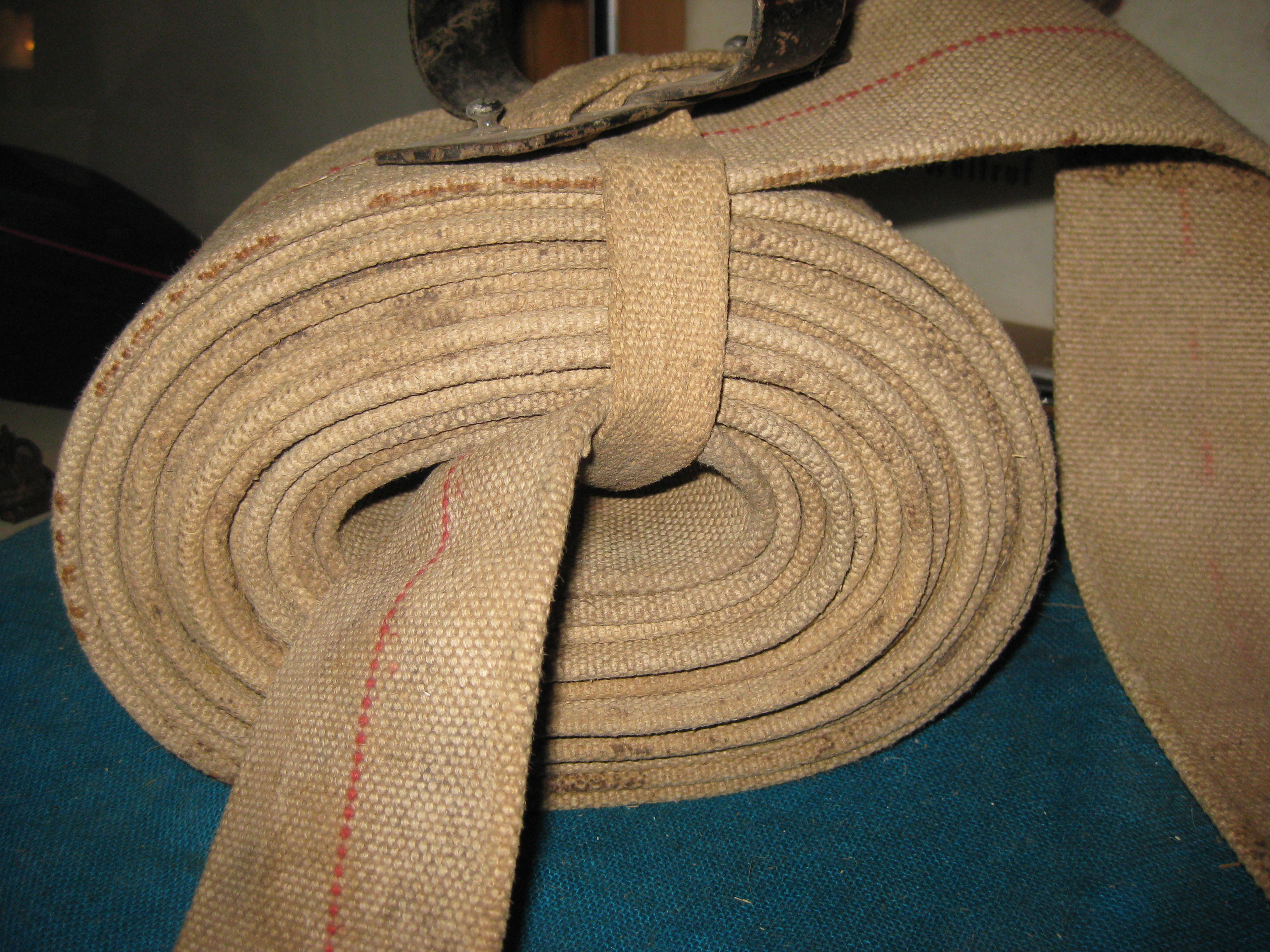
Hanfschlauch, Rheinland-Pfälzisches Feuerwehrmuseum Hermeskeil

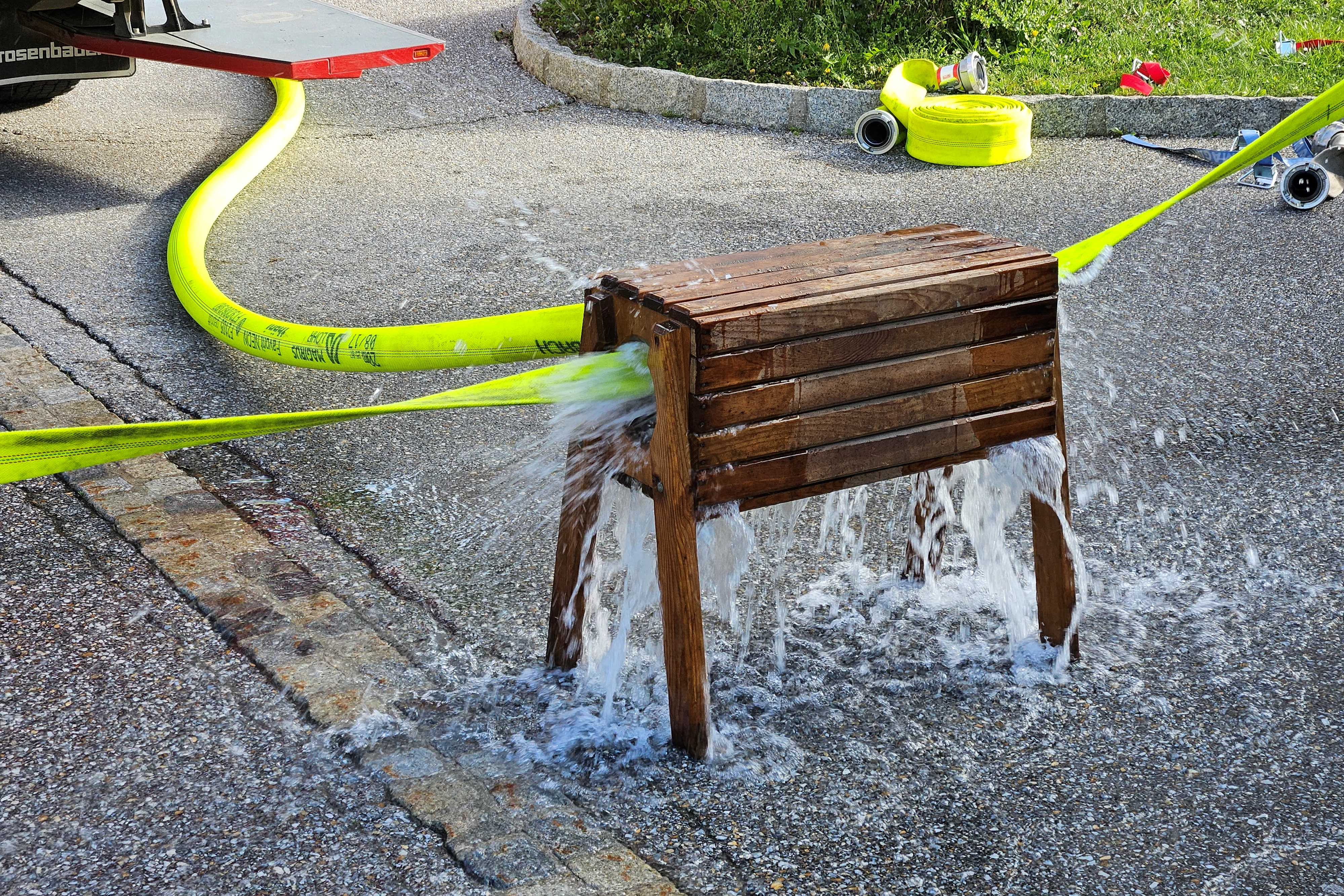
Einfache Schlauchwaschanlage

Die ersten Feuerwehrschläuche wurden bereits im antiken Griechenland unter Alexander dem Großen verwendet. Sie gerieten allerdings später wieder in Vergessenheit. Im Jahr 1558 gab es erste Erwähnungen von Lederschläuchen in Augsburg sowie 1609 der ersten genieteten Schläuche in Jena. Erst unter dem holländischen Kunstmaler und Brandmeister Jan van der Heyden, der einen Schlauch aus Segeltuch fertigte, fand ab 1673 der Feuerwehrschlauch seine weite Verbreitung. Von da stammt auch der Name Holländer für die alten Schlauchkupplungen.
Der Erfinder der nahtlos gewebten Schläuche ist zwar unbekannt, belegt ist aber der Weber Johann Christoph Beck, der um 1720 erstmals aus Hanf nahtlos gewebten Schlauch herstellte. 1781 ließ Herzog Karl August von Sachsen-Weimar nahtlose Schläuche weben, die durch ihre Quellfähigkeit dicht wurden.
Der erste gummierte Schlauch wurde im Jahr 1865 auf dem 6. Deutschen Feuerwehrtag in Leipzig vorgestellt. In den Jahren 1809 bis 1870 wurden auch genietete Lederschläuche verwendet. Trotzdem wurden in den kleineren Feuerwehren ungummierte Hanfschläuche bis weit ins 20. Jahrhundert verwendet.
Da die Erhaltungskosten, welche die Pflege der Lederschläuche erfordert hatte, wegfielen (diese mussten nach jedem Gebrauch mit Fett eingerieben werden, um geschmeidig zu bleiben), wurden die Lederschläuche schon bald von den wesentlich günstigeren Hanfschläuchen verdrängt. Insbesondere mehrfach gummierte und verstärkte Naturfaserschläuche waren den anfälligen Lederschläuchen überlegen.
Früher gab es in einigen Gebieten eine eigene Einheit bei der Feuerwehr, die Schlauchleger, als Teil der Spritzenmannschaft.